# Benoît Vaugrenard

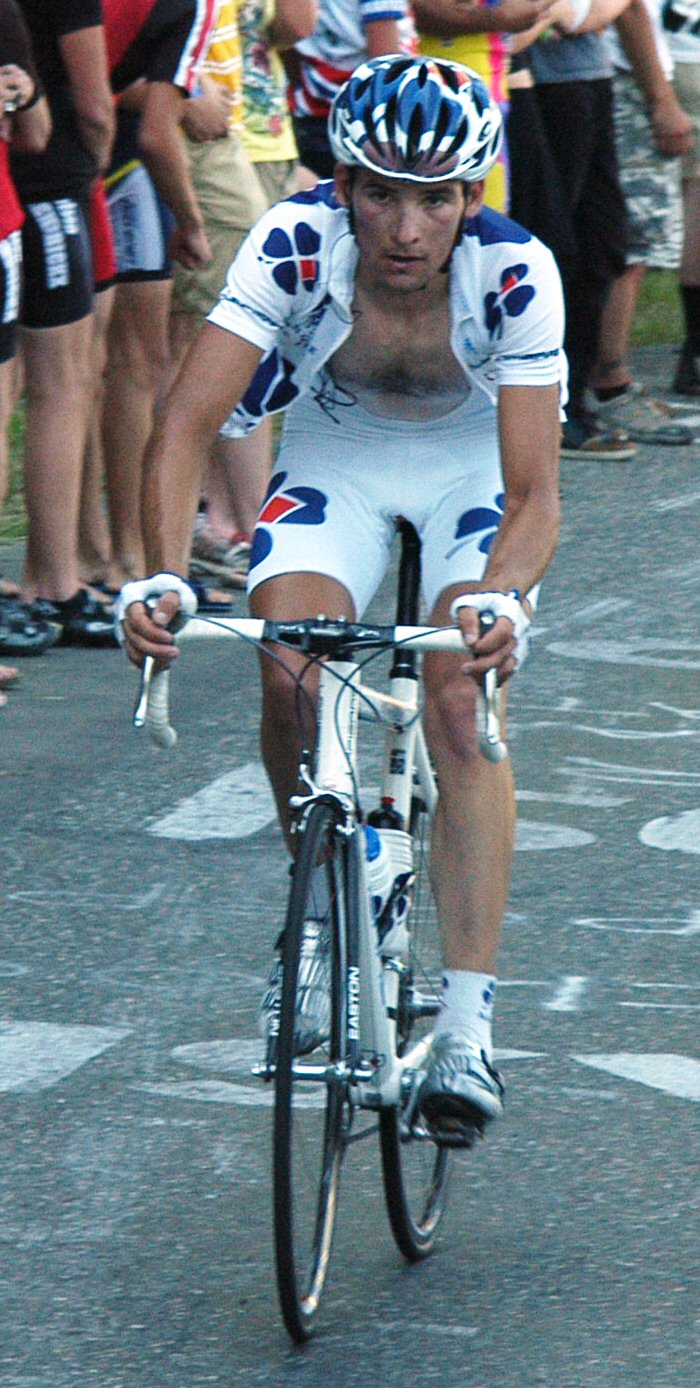
Benoît Vaugrenard under 2007 års Tour de France.

Benoît Vaugrenard, född 5 januari 1982 i Vannes, är en fransk professionell tävlingscyklist. Han cyklar sedan 2003 med Française des Jeux. Han fick sitt genombrott när han bar den vita ungdomströjan under Tour de France 2006 under tre etapper. 
I slutet av juni 2007 vann Vaugrenard de franska nationsmästerskapens tempolopp. Han vann också den franska tävlingen Polynormande.
Under säsongen 2008 vann Vaugrenard etapp 4 av Tour du Limousin före sina landsmän Pierrick Fédrigo och Jérôme Pineau. Tidigare under säsongen slutade han tvåa på etapp 1 av Critérium International, Route Adélie de Vitré och på etapp 3 av Circuit Cycliste de la Sarthe. Han slutade också trea i Paris-Camembert efter Alejandro Valverde och Jérôme Pineau. Under säsongen vann han Tour du Poitou Charentes et de la Vienne, men också etapp 3 på det franska etapploppet.
I april 2009 slutade Vaugrenard tvåa på etapp 4 av Circuit Cycliste de la Sarthe bakom stallkamraten Anthony Roux. En dag senare slutade han trea på etapp 5, den avslutande etappen, bakom Cofidis-cyklisterna Jean-Eudes Demaret och Julien El Fares. Han slutade tävlingen på tredje plats bakom David Le Lay och Enrico Rossi. Benoît Vaugrenard vann GP d'Isbergues i september 2009.
Vaugrenard vann etapp 1 av Volta ao Algarve 2010 framför Joan Horrach och André Greipel. Han slutade två på etapp 4 av Tirreno-Adriatico bakom Michele Scarponi, innan han slutade på femte plats på etapp 6 av samma tävling. På Dunkerques fyradagars vann fransmannen etapp 5 framför Nikolaj Trusov och Jens Mouris.

## Meriter
2005—Française des Jeux
2:a Paris-Bourges
2006—Française des Jeux
Ungdomströjan, Efter etapp 1, 2 & 6—Tour de France 2006
Ungdomströjan, Efter etapp 2—Paris-Nice
2007—Française des Jeux
 Nationsmästerskapens tempolopp
1:a, Polynormande
2008—Française des Jeux
1:a, etapp 4, Tour du Limousin
1:a, Tour du Poitou Charentes et de la Vienne
1:a, etapp 3, Tour du Poitou Charentes et de la Vienne
2:a, etapp 1, Critérium International
2:a, Route Adélie de Vitré
2:a, etapp 3, Circuit Cycliste de la Sarthe
3:a, Paris-Camembert (Trophée Lepetit)
2009—Française des Jeux
1:a, GP d'Isbergues
2:a, etapp 4, Circuit Cycliste de la Sarthe
3:a, Circuit Cycliste de la Sarthe
3:a, etapp 5, Circuit Cycliste de la Sarthe
2010—Française des Jeux
1:a, etapp 1, Volta ao Algarve
1:a, etapp 5, Dunkerques fyradagars
2:a, etapp 4, Tirreno-Adriatico

## Stall
- Française des Jeux 2003–